# Педи Консидајн
Патрик Џорџ Консидајн (енгл. Patrick George Considine; Стафордшир, 5. септембар 1973) британски је глумац, редитељ и сценариста ирског порекла. Постао је познат 2000-их низом улога у независним филмовима. Добитник је две награде БАФТА, Британске независне филмске награде и Сребрног лава за најбољи кратки филм на Филмском фестивалу у Венецији.

## Детињство и младост
Рођен је у Стафордширу, где живи и данас. Одрастао је са братом и четири сестре у општинском имању у Виншилу. Његов отац, Мартин Џозеф Консидајн, био је Ирац. Похађао је, између осталих, Школу Абот Бејн и Колеџ Бертон. Године 1990. уписао је сценске уметности на Колеџу Бертон, где је упознао свог данашњег сарадника, Шејна Медоуза.
Године 1994. одселио се како би студирао фотографију на Универзитету у Брајтону. Један од професора је рекао за његов портрет родитеља да је „јебено бриљантан”.

## Приватни живот
У априлу 2011, у својим 30-им годинама, откривен му је Аспергеров синдром. Иако је у почетку био уверен дијагнозом, наставио је да се бори у друштвеним ситуацијама све док др Ендру Бертон Брек није претпоставио да можда има Ирлен синдром. Сама Хелен Ирлен му је касније 2013. године дијагностиковала овај синдром, стање у којем мозак не може адекватно да обради визуелне стимулусе. Његово стање се значајно побољшало откако је почео да носи посебна љубичаста контактна сочива за овај синдром.

## Филмографија

### Филм
| Година | Српски наслов                            | Изворни наслов | Улога                 | Напомене                          |
| ------ | ---------------------------------------- | -------------- | --------------------- | --------------------------------- |
| 1999.  |                                          |                | Морел                 |                                   |
| 2000.  |                                          |                | Алфи                  |                                   |
| 2000.  |                                          | Реј            |                       |                                   |
| 2001.  |                                          |                | Глен Маркус           |                                   |
| 2001.  |                                          | сниматељ       |                       |                                   |
| 2002.  | Даноноћни људи                           |                | Роб Гретон            |                                   |
| 2002.  |                                          | Елиот Спрагс   |                       |                                   |
| 2002.  |                                          |                | он                    | кратки филм                       |
| 2002.  |                                          |                | човек с ножем         | кратки филм                       |
| 2003.  |                                          |                | Џони                  |                                   |
| 2004.  |                                          |                | Ричард                | такође сценариста                 |
| 2004.  | Моје лето љубави                         |                | Фил                   |                                   |
| 2005.  | Бајка о боксеру                          |                | Мајк Вилсон           |                                   |
| 2005.  | Дивљи и жестоки: Настанак Ролинг Стоунса |                | Френк Торогуд         |                                   |
| 2006.  | У забити                                 |                | Норман                |                                   |
| 2006.  | ПУ-239                                   |                | Тимофеј Березин       |                                   |
| 2006.  |                                          |                | —                     | непотписани сценариста            |
| 2007.  | Пандури у акцији                         |                | Енди Вејнрајт         |                                   |
| 2007.  | Борнов ултиматум                         |                | Сајмон Рос            |                                   |
| 2007.  |                                          |                | —                     | кратки филм; сценариста и редитељ |
| 2009.  | Совин хук                                |                | Роберт Форестер       |                                   |
| 2009.  | Ле Донк и Скор-се-зе                     |                | Ле Донк               |                                   |
| 2010.  |                                          |                | Грејам Т. Первис      |                                   |
| 2011.  | Блиц                                     |                | Портер Неш            |                                   |
| 2011.  | Тираносаурус                             |                | —                     | сценариста и редитељ              |
| 2012.  |                                          |                | Дерек                 |                                   |
| 2012.  | Борново наслеђе                          |                | Сајмон Рос            | енпотписан; архивски снимак       |
| 2012.  | Сад је добро                             |                | отац                  |                                   |
| 2013.  | Свршетак света                           |                | Стивен Принс          |                                   |
| 2013.  | Двојник                                  |                | Џек                   | непотписан                        |
| 2014.  |                                          |                | ловац на главе        |                                   |
| 2014.  | Понос                                    |                | Дај Донован           |                                   |
| 2015.  | Дете 44                                  |                | Владимир Малевич      |                                   |
| 2015.  | Већ ми недостајеш                        |                | Јаго                  |                                   |
| 2015.  | Магбет                                   |                | Банко                 |                                   |
| 2016.  | Посебна                                  |                | Еди Паркс             |                                   |
| 2017.  | Стаљинова смрт                           |                | друг Андрејев         |                                   |
| 2017.  |                                          |                | Мети Бертон           | такође сценариста и редитељ       |
| 2017.  |                                          | Ангус          |                       |                                   |
| 2019.  |                                          |                | Пат Мориган           |                                   |
| 2021.  |                                          |                | чувар зоолошског врта |                                   |

### Телевизија
| Година     | Српски наслов       | Изворни наслов | Улога                 | Напомене                |
| ---------- | ------------------- | -------------- | --------------------- | ----------------------- |
| 2006.      | Мој кревет од цинка |                | Пол Пеплоу            | телевизијски филм       |
| 2006.      | ПУ-239              |                | Тимофеј Берензин      | телевизијски филм       |
| 2009.      |                     |                | Питер Хантер          | телевизијски филм       |
| 2011.      |                     | Џек Вичер      |                       | телевизијски филм       |
| 2013.      |                     | Џек Вичер      |                       | телевизијски филм       |
| 2014.      |                     | Џек Вичер      |                       | телевизијски филм       |
|            |                     | Џек Вичер      |                       | телевизијски филм       |
| 2016.      | Бирмингемска банда  |                | Џон Хјуз              | 4 епизоде               |
| 2018.      | Информатор          |                | Гејб Вотерс           | мини-серија             |
| 2020.      | Аутсајдер           |                | Клод Болтон/Аутсајдер | мини-серија, 10 епизода |
| 2020.      | Трећи дан           |                | господин Мартин       | мини-серија, 6 епизода  |
| 2022–2024. | Кућа змаја          |                | Висерис Таргарјен     | главна улога            |